# Age of X
Age of X è un crossover che intreccia le testate X-Men: Legacy e New Mutants introdotto da un prologo nell'albo fuori collana Age of X: Alpha. Pubblicato dalla Marvel Comics fra gennaio ed aprile 2011, la storia si focalizza sulla vita e le battaglie degli ultimi mutanti della Terra residenti nella Fortezza X assediati da eserciti di umani decisi a sterminarli. Il titolo è simile a quello dello storico crossover Age of Apocalypse (L'era di Apocalisse) del quale ricalca anche l'acronimo "AoX" da "AoA".

## Storia editoriale
Inizialmente progettata dallo scrittore Mike Carey come un'avventura che coinvolgesse le diverse generazioni di mutanti all'interno della continuity ufficiale Marvel, la trama prese un corso diverso arrivando alla creazione di un mondo senza X-Men e quindi incapace di affrontare le minacce che questi avrebbero potuto contrastare. Accanto alla storyline principale si sviluppa l'unico tie-in Age of X: Universe di Simon Spurrier (testi) e Khoi Pham (disegni).
Numerosi fascicoli sono stati creati da Mike Carey per introdurre alcuni dei protagonisti della saga, le loro origini e le vicissitudini che hanno dovuto incontrare prima di raggiungere la Fortezza X; oltre a ciò, in modo da dare informazioni sul background storico di Age of X, la Marvel aggiunse dei codici QR su determinati fumetti che rimandavano ad altrettanti link sui quali era possibile visionare alcuni poster leggendo i corrispondenti articoli:
- The March for Purity: mostra Bestia insanguinato e ferito circondato da numerosi protestanti anti-mutanti. Si scoprirà in seguito che tali ferite lo hanno portato alla morte[1].
- The Phoenix Destroys Albany: mostra una giovane Jean Grey vestita da Fenice Nera circondata da macerie e cadaveri avvolta dall'alone infuocato della forza Fenice. A seguito di ciò si perdono le tracce della mutante e l'incidente che ha causato 600 000 morti viene attribuito al manifestarsi dei suoi poteri.[2].
- Mutant-Hunting Exonims Begin "The Decimation": mostra in primo piano il cadavere di Scarlet mentre sullo sfondo Quicksilver corre incontro all'Exonim per abbatterlo. Dopo la distruzione di Albany operata da Fenice il governo statunitense approva la produzione di massa di Sentinelle Exonim che nei mesi a seguire stermineranno la popolazione mutante nel periodo conosciuto come "decimazione"[3].
- Fantastic Four Arrested: mostra l'arresto di Mr. Fantastic, della Torcia Umana e della Cosa dopo la denuncia della Donna invisibile. A seguito del propagarsi della paura e dell'approvazione della legge secondo la quale tutti i mutanti debbano essere imprigionati o giustiziati, Reed decide di ospitare una mutante fuggitiva e quando questa accidentalmente ferisce il figlio Franklin, Sue lo denuncia dimostrando che nessuno è al di sopra della legge[4].
- Avengers Tasked with Hunting Mutants: mostra la formazione dei Vendicatori che espone un manifesto da ricercato per Magneto. Al termine della "decimazione" rimangono solo pochi mutanti in vita, i più potenti e pericolosi, e per eliminare queste minacce il governo statunitense mette insieme un gruppo di supereroi umani[5].

## Trama
Nel millesimo giorno dopo che Magneto ha guidato i mutanti superstiti alla Fortezza X, ultimo bastione e rifugio contro gli umani, i suoi confini vengono attaccati dall'esercito deciso a sterminarli facendo così reagire i suoi abitanti che si dividono in squadre per difendere la loro casa. Su richiesta di Cannonball la squadra di Tempo si scontra con un mezzo corazzato uscendone vittoriosa grazie all'aiuto di Warlock ma riportando qualche perdita nella persona di Tempo stessa.
Mentre i Guerrieri della Barriera intessono telecineticamente le maglie della loro più importante difesa, Magneto invia Legacy (a cui molti si rivolgono con disprezzo come "Mietitrice") che con un tocco assorbe i ricordi della moribonda per evitare che venga dimenticata declinando poi l'offerta di unirsi agli altri quando il gruppo va a scaricare un po' di tensione al bar di Logan. Persa fra i ricordi, Legacy assiste alla cattura di Katherine Pryde di ritorno dal mondo esterno oltre alla barriera e rinviene la macchina fotografica nascosta da quest'ultima. Affidata l'intrusa alla custodia di Danger, Magneto esce dalla prigione percorrendo un corridoio fiancheggiato da numerose celle nelle quali sono rinchiuse Emma Frost, le Naiadi, Magik, No-Girl e su un letto in stato comatoso Xavier. Pregato senza successo Magneto affinché le consenta di interrogare Pryde, Legacy ricorre all'aiuto di Madison Jeffries per indagare il misterioso contenuto della fotocamera: 247 foto nere. Constatato che la macchina non presenta danni, la donna decide di usufruire dei poteri di Madison per infiltrarsi nella prigione senza essere rilevata; una volta dentro incontra un'agitata Blindfold che la scambia per una certa "Rogue" e le chiede di riportarli tutti indietro facendo menzione di un "professore" prima di trovare Pryde e cominciare un breve interrogatorio nel quale la ragazza rivela di non aver visto niente oltre la barriera e di aver dimenticato di togliere l'otturatore. Interrotte da Danger, Legacy fugge usando il potere sottratto alla prigioniera fino a raggiungere la stanza in cui giace un uomo in coma e non resistendo alla tentazione, anche perché divorata dalla curiosità e memore delle parole di Blindfold, lo tocca assorbendone i ricordi e causando un feedback telepatico che riverbera fra gli abitanti della Fortezza. Prossima alla cattura, scappa lanciandosi da una finestra atterrando su una piattaforma volante senziente costruita da Madison; consigliato da X, misteriosa voce a capo di tutte le funzioni della Fortezza e del perimetro circostante, Magneto ordina alla squadra di Moonstar di darle la caccia.
Rifugiatasi nel bar di Logan, ferita ed indebolita Legacy si lascia curare dall'uomo fuggendo verso i confini della barriera, dove si stanno tenendo alcuni scontri, giusto qualche attimo prima che i suoi inseguitori irrompano nell'edificio. Raggiunta grazie all'intervento di Dust e ferita da una freccia scoccata da Moonstar, Legacy viene soccorsa da Gambit ma i due non vanno molto lontano poiché vengono seppelliti da un paio di tonnellate di metallo manipolati da Magneto che si era unito alla caccia dietro insistenza di Moira MacTaggart preoccupata per le sorti del figlio Legione e dei mutanti in generale. Allontanatosi dal raggio di ricezione di X, Magneto scende nei tunnel sotto la Fortezza per incontrare Legacy e Gambit, dei quali aveva inscenato la morte, e spiegare loro i suoi dubbi ovvero quale sia la motivazione dello stallo di cui sono oggetto da più di mille giorni e perché l'esercito stia perseverando con una tecnica fallimentare per sterminarli; rivela anche di aver preso dallo studio di Madison le piante della Fortezza e scoperto una stanza di cui non era a conoscenza e della quale non sa la funzione benché sia stato lui a costruire l'edificio. Spronato dalla voglia di svelare questi misteri, Magneto chiede ai due di infiltrarsi in quella stanza per scoprirne i segreti mentre lui si occuperà di distrarre l'attenzione da loro facendo evadere di prigione Pryde. Ad insaputa del trio, lo stesso X avverte Moonstar dell'esistenza di complotti per abbattere la Fortezza e di come Legacy sia ritenuta una delle cospiratrici e poiché era prossima alla cattura prima della sua morte per mano di Magneto, di come questo sia visto come un sospetto.
Nella prigione Magneto e Katherine liberano anche Xavier, che prima di svenire balbetta di una persona che gli ha teso un'imboscata rubando qualcosa, venendo però circondati dal gruppo di Moonstar al quale riescono a strappare una tregua svelando che tra loro c'è un nemico e che forse Xavier sa di chi si tratta. Mentre i Guerrieri della Barriera fanno irruzione nella prigione e mettono fuori combattimento Magneto dichiarando la Fortezza sotto la loro giurisdizione, Legacy e Gambit raggiungono la stanza segreta scoprendovi un uomo bloccato nel tempo ed una scatola al cui interno si trova il resto dell'universo che qualcuno ha rubato e nascosto. Sorpresi da X che intima loro di posare la scatola, i due rimangono stupefatti dall'arrivo di Moira e dallo scoprire che è lei che impersona X; dopo aver imbracciato il fucile di Gambit la donna riesce a sopraffare i due ladri e riprendere la scatola proprio mentre Xavier convince tutti gli abitanti della Fortezza a riunirsi nella sala di comando svelando che quella che stanno vivendo da soli sette giorni non è altro che un'illusione creata dal potere di una delle personalità di suo figlio Legione il quale ha inconsciamente reagito alla distruzione di alcune sue personalità creandone una nuova in grado di creare mondi alternativi isolando porzioni di realtà. Furiosa con Xavier che l'accusa pubblicamente facendole inoltre notare come ad un esame più attento la sua Fortezza sia piena di difetti, compreso il mancato attacco giornaliero delle forze umane, Moira scatena il suo potere creando un'invincibile e numerosa armata all'interno della barriera costringendo tutti i mutanti a combattere e nello stesso tempo svanisce con l'intenzione di distruggere la scatola.
Nell'infuriare della battaglia il morale dell'esercito cresce quando si apprende della morte di Cannonball, a cui Legacy aveva precedentemente assorbito ricordi e poteri mettendo fine alle sue sofferenze, tanto da far sì che acquistino maggior terreno ed abbiano campo libero per far fuoco con l'artiglieria pesante abbattendo parte della Fortezza proprio quando Logan decide di scendere in battaglia sfoderando nuovamentei suoi artigli conscio che potrebbe essere l'ultima volta. All'interno, intanto, Moira viene raggiunta da Katherine che le toglie di mano il prezioso cofanetto prima che possa darlo alle fiamme, mette fuori combattimento sia Xavier che Magneto decisi a fermarla con un'imboscata ed infine implora il perdono di Legione giurando di creare meglio il prossimo mondo considerando questo un fallimento. Cercando di rassicurarla, Legione le promette che sistemeranno tutto prima di riassorbirla in sé facendo poi sparire l'esercito e manipolando la realtà in modo da dissolvere la "bolla" illusoria in cui avevano vissuto riportando tutti su Utopia dove, benché spaesati e confusi dai ricordi dell'altra vita, viene loro garantito tutto l'aiuto telepatico di cui avranno bisogno.

## Tie-in

### AoX: Universe
I Vendicatori composti da Hulk, Sue Storm, Iron Man, Redback, Ghost Rider e guidati da Capitan America vengono inviati al centro di detenzione Camp George a sedare una rivolta di mutanti che però termina con la morte di Ghost e la fuga di numerosi prigionieri. Ritornato alla base, il gruppo viene redarguito dal generale Frank Castle prima che questo mostri il loro nuovo obiettivo ovvero la Fortezza X e dia l'ordine di fermare qualsiasi tentativo di costruire un luogo sicuro in cui i mutanti possano rifugiarsi. Utilizzato Sabretooth come segugio per individuare la posizione della Fortezza, il gruppo comincia nuovamente a discutere quando vengono portati a galla i motivi per cui sono stati scelti: Sue Storm aderì all'iniziativa dopo che suo figlio Franklin venne ferito accidentalmente dalla mutante Wolfsbane che i Fantastici Quattro nascondevano e, per dimostrare che nessuno è al di sopra della legge, denunciò la sua stessa famiglia; Bruce Banner si offrì volontario dopo che il suo esperimento per la sterilizzazione dei mutanti con raggi gamma fallì a causa di una dei soggetti coinvolti che emise un urlo supersonico facendo detonare il congegno e distruggendo tutto nel raggio di qualche miglio ed allo stesso tempo trasformandolo in un Hulk, sfigurato a causa degli atomi dei mutanti morti infiltratisi sotto la sua pelle che, fuori controllo, in soli tre minuti uccise il suo migliore amico, la sua fidanzata e tutti quelli presenti alla base; Redback è un'assassina mercenaria al soldo del governo che non parla mai e fra le sue vittime si conta Sinistro; Iron Man è ormai più macchina che uomo dopo lo scontro con un mutante che ha suggerito alla sua armatura di digerire Tony Stark. Una volta raggiunta la loro meta e ricevuto l'ordine di usare forza letale, Bruce si trasforma in Hulk e fracassa il cranio di un mutante, prima che gli venga ordinato di rimanere nelle retrovie. Il gruppo si infiltra quindi all'interno della Fortezza X, viene però scoperto ed inizia uno scontro che si risolve quando Capitan America ferisce mortalmente Mystica impegnata a proteggere un gruppo di giovani mutanti; questa, con le sue ultime parole, fa rinsavire e cambiare alleanze al leader dei Vendicatori. Dopo aver ucciso Iron Man perché il suo sistema era stato compromesso dai militari, il gruppo viene a conoscenza che il vero obiettivo del generale è quello di utilizzare una bomba chimica per eliminare la minaccia mutante usando Hulk come corriere e decide di frapporsi tra la Fortezza e il gigante verde: Capitan America viene ferito mortalmente da un razzo sparato contro Sue Storm e lei viene uccisa dai pugni di Hulk, mentre Redback calzando uno dei guanti di Iron Man fa esplodere la bomba e con lei, se stessa ed Hulk. Ritrovatosi tra le braccia di Legacy, prima di essere assorbito dalla ragazza, Cap sprona i mutanti a serrare i ranghi e aiutarsi gli uni con gli altri.

## Personaggi
- Basilisk (Ciclope in questa realtà) è stato imprigionato ad Alcatraz, dopo la manifestazione dei suoi poteri che ha causato la morte di numerose persone e dei suoi stessi genitori, dove gli sono state chirurgicamente rimosse le palpebre ed utilizzato dal governatore Arcade come boia per giustiziare altri mutanti. Invece del monocolo indossa una maschera che raffigura il muso del mitologico serpente Basilisco. Dopo essere fuggito si è unito a Magneto ed ha sposato Frenzy[9].
- Berserker (Warpath in questa realtà) è stato uno dei pochi sopravvissuti allo sterminio della sua tribù durante le fasi iniziale della decimazione operata dagli Exonim. Benché si sia dimostrato difficile da catturare numerosi tentativi sono stati fatti a tale proposito dall'esercito umano tutti con lo stesso esito fallimentare. La rabbia per la morte dei fratelli, John deceduto durante la prigionia e Bethany suicidatasi per evitargli un'imboscata, lo hanno portato ad assumere comportamenti talmente violenti e rabbiosi da far dubitare del suo stato mentale. Diversamente dagli altri, il suo nome-in-codice gli è stato affibbiato dall'esercito a causa della sua ferocia[10].
- Blindfold è la stessa di Terra-616 e ricorda perfettamente come sia il mondo reale. A causa della sua pericolosità è rinchiusa nel carcere.
- Cannonball è il leader di X-Force, squadra di mutanti incaricata di proteggere i confini della Fortezza X. Lui e la sorella Husk, con la quale non ha un buon rapporto, sono gli unici sopravvissuti allo sterminio della loro famiglia colpevole di tramandare il gene-X[11].
- Capitan America è il leader dei Vendicatori. Durante l'assalto alla Fortezza X uccide Mystica mentre questa cerca di proteggere dei bambini e si rende conto dell'errore commesso a seguire gli ordini di Castle. Deciso ad abortire la missione, viene colto di sorpresa quando il generale gli rivela che lui e il suo team erano solo una distrazione per permettere ad Hulk di distruggere la Fortezza con una bomba chimica. Nello scontro successivo perde entrambe le gambe a causa di un razzo sparato contro Sue Storm e muore fra le braccia di Legacy che ne assorbe i ricordi.
- Frank Castle è il generale dell'esercito statunitense incaricato di supervisionare i Vendicatori dirigendoli nelle missioni contro i mutanti, benché il suo vero obiettivo sia quello di scatenare un genocidio contro l'intera razza.
- Danger è la guardiana del carcere della Fortezza X che gestisce assieme a droni copia. Alcuni dei suoi protocolli sono stati creati da Magneto subito dopo aver costruito la Fortezza.
- Dazzler è stata attaccata durante un concerto dagli Exonim ed è quindi fuggita nelle fogne di Manhattan. Inseguita dal mercenario Dr. Strange è stata poi fatta evaporare da uno dei suoi sortilegi; risvegliatasi alla Fortezza X ha scoperto che Strange lavora per Magneto portando in salvo i mutanti[12].
- Dust è stata salvata da Magneto quando questi sollevò i grattacieli di Manhattan per evitare che i militari uccidessero i mutanti che vi nascondevano all'interno. Più crudele e dura della sua controparte classica è membro della squadra di Moonstar.
- Eclipse (Sunspot in questa realtà) possiede gli stessi poteri della sua controparte anche se in una forma più rozza. È membro della squadra di Moonstar e sembra non farsi alcuno scrupolo pur di proteggere la Fortezza.
- Exonim sono una forza militare costituita da robot automatizzati o dotati di piloti incaricati di uccidere i mutanti. Sono la controparte delle classiche Sentinelle in questa realtà.
- Frenzy è stata membro dei Fronte di Liberazione Mutante assieme a Tempo e dopo la sua cattura ha scontato un periodo di detenzione a Ryker's Island dove è stata sottoposta ad una valutazione psicologica in cui si metteva in discussione la sua natura psicopatica a proposito di alcuni atti da lei commessi. Durante il trasferimento ad Alcatraz è riuscita a far deragliare il treno su cui viaggiava uccidendone i passeggeri e sopravvivendo grazie alla sua invulnerabilità (si sospetta che non riesca a sentire niente sia fisicamente che emozionalmente). È sposata con Basilisk[13].
- Emma Frost è rinchiusa nel carcere ed indossa un elmetto per inibire i suoi poteri. Non è chiaro se sia consapevole del cambio di realtà, poiché il potere di Moira sembra non avere effetto sui telepati.
- Gambit è molto simile alla sua controparte classica sia per abilità che fama di ladro. Benché le autorità umane abbiano cercato di reclutarlo in più occasioni per utilizzarlo contro i mutanti, LeBeau ha sempre rifiutato, e durante il suo trasferimento ad Alcatraz e riuscito a fuggire facendo esplodere il convoglio sul quale viaggiavano lui e la scorta. Dichiarato deceduto è poi riemerso a fianco di Magneto. Al posto della classica asta utilizza un lungo fucile con munizioni caricate ad energia biocinetica[11].
- Ghost Rider è un membro dei Vendicatori e viene ucciso da Chamber durante la prima missione del team a Camp George.
- Hulk è un membro dei Vendicatori. Il Dr. Bruce Banner rimase coinvolto nell'esplosione dello sterilizzatore per mutanti a raggi gamma da lui progettato per il governo statunitense e come risultato si trasformò in un colosso verde che per i primi tre minuti della sua esistenza sterminò l'intero personale del sito di sperimentazione, compresi il suo migliore amico e la sua fidanzata. Fisicamente mostra cicatrici che sono il risultato dell'infiltrazione sottocutanea degli atomi dei mutanti vaporizzati nell'esplosione ed a causa di ciò odia l'intera razza a tal punto da offrirsi volontario per innescare manualmente una bomba chimica e far detonare l'intera Fortezza X. Viene ucciso da Redneck quando questa fa esplodere la bomba per fermare la sua avanzata.
- Husk è riuscita a scampare al tentativo di omicidio da parte di alcuni poliziotti che avevano deciso di riscuotere la taglia che pendeva sulla sua testa. Dopo che Cannonball le ha impedito di uccidere i responsabili dello sterminio della loro famiglia, ha deciso di non ritornare più in carne ed ossa finché il fratello non avesse versato qualche lacrima per averle impedito tale atto. Ha avuto un ruolo cruciale nel costringere il fratello a formare X-Force ed ha ucciso la spia Copycat prima che potesse inviare altre informazioni a Henry Peter Gyrich della Task force anti-mutanti.
- Iron Man è un membro dei Vendicatori. Infettato con un virus T.O. che lentamente permette all'armatura di consumargli il corpo, Tony Stark appare invecchiato e decrepito. Dopo essersi infiltrati nella Fortezza X, quando Capitan America dà l'ordine di trasmettere l'aborto della missione, nella sua armatura si attivano alcuni protocolli fantasma che caricano le sue armi e le puntano su alcuni bambini mutanti prima che Cap lo uccida, dietro sua richiesta.
- Madison Jeffries è uno scienziato ossessionato dallo studio delle stelle di cui cerca di misurare la luce senza molto successo. Collegandosi con la sua armatura perde ogni volta un po' della sua umanità alla quale si aggrappa tramite i suoi esperimenti.
- Martha Johansson è rinchiusa nel carcere ed indossa un elmetto per inibire i suoi poteri. Non è chiaro se sia consapevole del cambio di realtà, poiché il potere di Moira sembra non avere effetto sui telepati.
- Karma è l'unica mutante a possedere un potere che si accosti a quelli mentali di cui si sa per certo che non esistono. Manca della gamba sinistra che è stata sostituita da una protesi ed è un membro della squadra di Moonstar.
- Legacy (Rogue in questa realtà) protagonista femminile di questa realtà, è stata scelta da Magneto per custodire i ricordi dei mutanti deceduti, data la natura dei suoi poteri, e poiché il suo compito è quello di facilitare il trapasso dei moribondi la maggioranza si riferisce a lei con il più dispregiativo "Mietitrice". Cresciuta da Mystica e Destiny, entrambe poi incarcerate perché X-positive, Anna riuscì a fuggire dandosi alla macchia ed entrando successivamente in contatto con il FLM per il quale otteneva informazioni utilizzando i suoi poteri. La testimonianza del prigioniero Neofita confermerebbe una sua relazione, trascorsa o presente, con Magneto[9].
- Legione è uno dei Guerrieri della Barriera. Figlio adottivo di Moira MacTaggert è molto legato a lei tanto da giurarle di proteggere la loro casa a qualsiasi costo. Non mostra alcun segno di squilibrio od instabilità mentale ed utilizza esclusivamente la telecinesi, potere appartenente alla personalità Jack Wayne.
- Logan (Wolverine in questa realtà) è stato utilizzato da una redenta dott.ssa. Rao per distruggere tutti i campioni della cura per il gene-X che erano stati creati dalla compagnia per la quale lavorava. A seguito di tale trattamento i poteri di Logan si sono ridotti drasticamente garantendogli solamente la sopravvivenza dall'avvelenamento operato dall'Adamantio sulle sue ossa; non più in grado di prendere parte attiva alla difesa della Fortezza si accontenta di gestire un bar dove far rilassare le truppe.
- Magik è rinchiusa nel carcere ed indossa un elmetto per inibire i suoi poteri. Probabilmente è stata incarcerata perché capace di teleportarsi al di fuori della barriera smascherando l'inganno di Moira e per via dei suoi illimitati poteri magici.
- Magma si è unita a Magneto durante il periodo in cui questo operava in Nevada salvandolo dall'imboscata con Exonim non-ferrosi. I poteri sono identici a quelli della sua controparte classica ed è membro della squadra di Moonstar[13].
- Magneto è il generale della Fortezza X e suo costruttore. Già leader degli Accoliti e della Fratellanza di X, i suoi tentativi iniziali per combattere gli umani comprendevano l'inversione dei poli magnetici e la fondazione di una repubblica sull'isola di Genosha; per proteggere ed evitare lo sterminio della sua specie decise di costruire una fortezza utilizzando alcuni grattacieli di Manhattan ed ospitarvi tutti i mutanti, emanò rigide leggi e partecipò alla stesura dei protocolli di Danger per incarcerare i mutanti più pericolosi. Dopo gli eventi del millesimo giorno cominciò a mettere in discussione il comportamento degli umani, le sue stesse regole ed i consigli del misterioso X e decise di investigare sulle numerose stranezze che circondavano la Fortezza[9].
- Moonstar è la leader della squadra di cacciatori incaricata di catturare prima Legacy dietro ordine di Magneto e poi lo stesso Magneto dietro ordine di X. Armata di arco e faretra, lo stato dei suoi poteri in questa realtà è sconosciuto.
- Mystica e la sua compagna Irene Adler adottarono Legacy e la crebbero come una figlia fino a quando furono arrestate una volte scoperte X-positive. Riuscita a fuggire, entrò in contatto con Magneto col quale collaborò per parecchio tempo assistendo anche alla creazione della Fortezza X all'interno della quale si occupava dei mutanti più giovani. Durante l'attacco dei Vendicatori venne uccisa da Capitan America difendendo un gruppo di bambini.
- Le Naiadi di Stepford sono rinchiuse nel carcere ed indossano un elmetto per inibire i loro poteri. Non è chiaro se siano consapevole del cambio di realtà, poiché il potere di Moira sembra non avere effetto sui telepati.
- Namor era il re dei mari ma quando cominciò la decimazione decise di abbandonare i suoi domini per combattere a fianco della sua amata Tempesta.
- Nightmare (Pixie in questa realtà) è stata espulsa dal Regno Unito (presumibilmente assieme a Psylocke e Chamber) durante le purghe di portatori di gene-X ed imbarcata per le piccole isole del Mare d'Irlanda. Tuttavia a seguito dell'esplosione di una delle navi ad opera di estremisti irlandesi l'esodo fallì e la nave su cui viaggiava venne sequestrata dal FLM ed attraccata al porto canadese sul fiume Saguenay dove assieme ad altri mutanti la ragazza fu reclutata e addestrata da una delle famiglie mafiose lì residenti come corriere e guardia del corpo. Durante questo periodo mostrava un paio di ali da farfalla ed era conosciuta come Pixie, dopo gli eventi del Massacro di Bleecker Street le precedenti ali scomparvero per motivi sconosciuti e vennero sostituite da un paio più demoniache. Benché non avesse mai ucciso nessuno dopo quegli eventi cominciò a rifarsi del tempo perduto[10].
- Katherine Pryde viene arrestata per essere uscita fuori dalla barriera e rinchiusa in cella. Sue sono le 247 foto nere che ritraggono il mondo esterno e che mettono in moto gli eventi che porteranno alla fine della Fortezza X. Possiede gli stessi poteri della sua controparte ufficiale e dopo essere stata liberata da Magneto si schiera dalla sua parte nella ricerca della verità.
- Psylocke è una dei Guerrieri della Barriera. Telecineta, Lady Braddock non ha mai scambiato il corpo con l'asiatica Kwannon e viene mostrata con il suo aspetto caucasico ed i capelli viola. Ha una relazione con l'Uomo Ghiaccio.
- Redback (Donna Ragno in questa realtà) è un membro dei Vendicatori ed una killer silenziosa responsabile della morte di Sinistro. Benché all'inizio segua ciecamente gli ordini, dopo l'omicidio di Mystica si dice d'accordo ad abortire la missione. Muore innescando l'esplosione della bomba chimica che Hulk trasporta verso la Fortezza X, fermando così la minaccia.
- Revenant (Rachel Grey in questa realtà) è una dei Guerrieri della Barriera. Telecineta affetta da amnesia, appare come una giovane donna dai capelli rossi che dichiara di essersi persa mentre tornava a casa e di non riconoscersi più. Indagini nemiche sul suo passato non hanno prodotto alcun risultato, mentre quelle condotte sulla sua fisiologia hanno rilevato la mancanza di qualsiasi tipo di tessuto a formare organi o altri apparati facendo ritenere probabile l'ipotesi che la forma del suo corpo sia data da arrangiamenti di plasma secondo una volontà sconosciuta[11]. Dopo che Legione ripristina la realtà, Revenant riacquista parte dei suoi ricordi rivelando di essere Rachel Grey, figlia di Ciclope e Jean. Assediata in una stazione spaziale a mezzo universo di distanza assieme ad Havok, Polaris e Korvus, Rachel ha inviato la propria mente sulla Terra per chiedere aiuto, ma nel momento in cui si accingeva a mettersi in contatto con i telepati di Utopia è stata trascinata all'interno della "bolla" creata da X/Moira[14].
- Satiro è uno dei Guerrieri della Barriera ed a differenza della sua controparte classica ha un aspetto più adulto. Riuscito a nascondersi per parecchio tempo grazie ai soldi della sua famiglia è stato successivamente notato fra i numerosi club e ristoranti di L.A. e pedinato fino al suo nascondiglio dove gli Exonim sono stati inviati per ucciderlo; tuttavia i raggi laser che avrebbero dovuto terminarlo sono riusciti solamente a recidergli entrambe le braccia e a fargli crollare addosso l'edificio facilitandogli così la fuga. Unitosi a Magneto, utilizza la sua telecinesi per far levitare un paio di guanti di metallo come protesi[10].
- Stand-Off (Carmella Unuscione in questa realtà) è una telecineta pronta a tutto pur di difendere la Fortezza. La sua controparte classica è un'accolita di Magneto capace di generare un esoscheletro psionico[15].
- Sue Storm è un membro dei Vendicatori. Dopo aver denunciato i Fantastici Quattro per aver ospitato una mutante, che involontariamente aveva ferito il figlio Franklin, Sue mostra al mondo che nessuno è al di sopra della legge. Reclutata dal governo statunitense, è l'unica che cerca di ragionare con i mutanti prima di passare all'utilizzo della forza bruta. Viene uccisa da Hulk proteggendo i confini della Fortezza X.
- Tempesta è parte della prima linea di difesa della Fortezza X con la sua squadra ed ha una relazione con Namor per il quale ha deciso di lasciare l'Africa.
- Tempo è morta proteggendo la Fortezza X. Prima di unirsi a Magneto è stata assieme a Frenzy nel FLM.
- Uomo Ghiaccio è parte della prima linea di difesa della Fortezza X ed ha una relazione con Psylocke.
- Uomo Ragno, come tutti gli altri superumani non mutanti, viene cacciato dal governo statunitense perché visto come la minaccia successiva agli homo superior. Sposato con Mary Jane in attesa della loro bambina, la costringe a lasciare il paese e trasferirsi a Parigi con la promessa di incontrarsi di nuovo, mentre lui rimane e viene catturato dagli Exonim[16].
- Warlock (Cypher in questa realtà) è il prodotto della contaminazione del corpo di Douglas Ramsey da parte di un'entità aliena tecno-organica che ne utilizza le membra dopo averne (presumibilmente) ucciso la psiche originale. Tenuto in custodia presso uno dei centri di detenzione, l'abilità originaria di Ramsey era inutile in condizioni di combattimento e consisteva nell'acquisizione e l'utilizzo di numerosi linguaggi; riuscito a fuggire con la collaborazione di una guardia si è trovato sul punto di impatto di una meteora già monitorata dal NORAD. Giunti sul luogo dell'impatto le squadre di Exonim e l'esercito hanno trovato un Ramsey agonizzante infettato da una sostanza aliena ed hanno udito in diverse lingue le sue richieste d'aiuto coperte però da suoni elettronici che hanno interferito con i comandi dei robot che hanno in pochi minuti dato fuoco a tutte le munizioni annichilendo la zona. Benché di Remsey non resti più nulla a parte il suo corpo, l'alieno sembra ritenere di essere un mutante e si è quindi unito a Magneto[13].
- X è l'antagonista principale di questa realtà. Noto sia come la voce incorporea che controlla la Fortezza che come Moira Mactaggert con cui interagisce con gli abitanti, è stato originato come un meccanismo di difesa al lavoro del dr. Nemesis sulla mente di Legione. Divorate tutte le altre personalità si è confrontato con Xavier assumendo l'aspetto di Moira MacTaggert per confonderlo e sopraffarlo, utilizzando i suoi poteri è poi riuscito a riplasmare la realtà in una in cui Legione fosse visto come un eroe, imprigionando tutti i telepati perché incapace di influenzarli. Benché deciso a trattenere tutti nel suo universo, X ha custodito quello originale in una scatola poi scoperta da Legacy e Gambit. Appresa la verità Legione ha riassorbito la sua personalità deviata e ripristinato la realtà.
- Charles Xavier è confinato a letto in stato comatoso. Risvegliato da Magneto e Katherine Pryde, mantiene i ricordi del mondo reale e si impegna affinché tutto torni alla normalità.

## Pubblicazione
- Prologo
  - Age of X: Alpha (gennaio 2011, in USA)
  - Marvel Mega n. 74 (dicembre 2011, in Italia)
- Capitolo 1
  - X-Men: Legacy n. 245 (febbraio 2011, in USA)
  - Marvel Mega n. 74 (dicembre 2011, in Italia)
- Capitolo 2
  - New Mutants n. 22 (febbraio 2011, in USA)
  - Marvel Mega n. 74 (dicembre 2011, in Italia)
- Capitolo 3
  - X-Men: Legacy n. 246 (marzo 2011, in USA)
  - Marvel Mega n. 74 (dicembre 2011, in Italia)
- Capitolo 4
  - New Mutants n. 23 (marzo 2011, in USA)
  - Marvel Mega n. 74 (dicembre 2011, in Italia)
- Capitolo 5
  - X-Men: Legacy n. 247 (aprile 2011, in USA)
  - Marvel Mega n. 75 (gennaio 2012, in Italia)
- Capitolo 6
  - New Mutants n. 24 (aprile 2011, in USA)
  - Marvel Mega n. 75 (gennaio 2012, in Italia)

### Tie-in
- Marzo 2011
  - Age of X: Universe n. 1
- Aprile 2011
  - Age of X: Universe n. 2